# Cucullia pusilla
Cucullia pusilla är en fjärilsart som beskrevs av Heinrich Benno Möschler 1884. Cucullia pusilla ingår i släktet Cucullia och familjen nattflyn. Inga underarter finns listade i Catalogue of Life.